# 316028 Patrickwils
316028 Patrickwils este un asteroid din centura principală de asteroizi.

## Descriere
316028 Patrickwils este un asteroid din centura principală de asteroizi. A fost descoperit pe 31 martie 2009 la Uccle de Peter De Cat. Asteroidul prezintă o orbită caracterizată de o semiaxă mare de 2,24 ua, o excentricitate de 0,10 și o înclinație de 6,8° în raport cu ecliptica.